# Bryce Douvier
Bryce Douvier (ur. 1 grudnia 1991 w Salzburgu) – austriacki koszykarz, występujący na pozycji niskiego skrzydłowego, posiadający także amerykańskie obywatelstwo, reprezentant Austrii.
13 sierpnia 2019 dołączył do zespołu z MKS-u Dąbrowy Górniczej.

## Osiągnięcia
Stan na 8 lipca 2020, na podstawie, o ile nie zaznaczono inaczej.
Reprezentacja
- Uczestnik eliminacji do mistrzostw świata (2017)